# Ryszard Serafinowicz

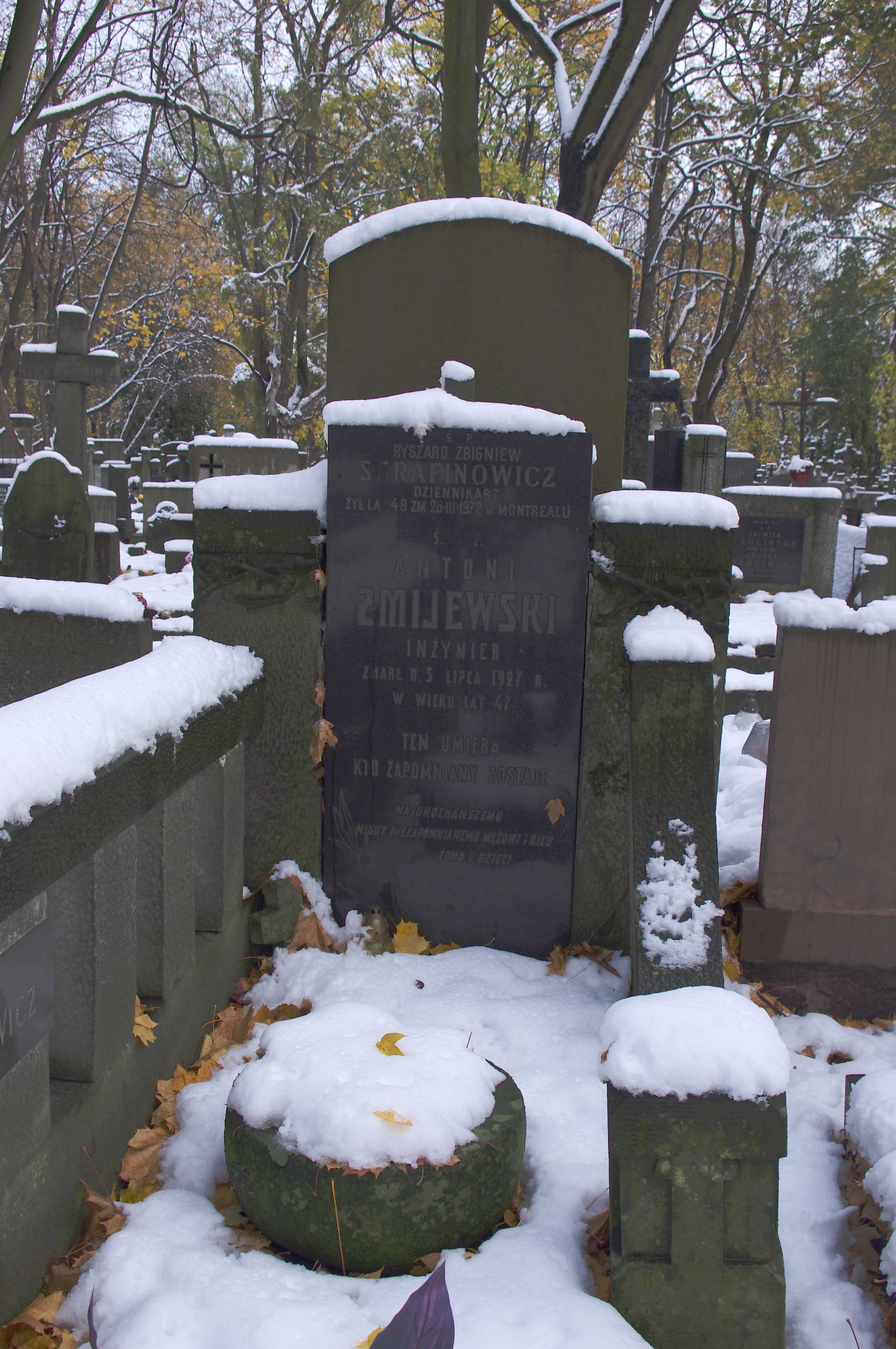
Grób Serafinowicza na Starych Powązkach w Warszawie

Ryszard Zbigniew Serafinowicz (ur. 8 kwietnia 1924 w Dokszycach, zm. 26 marca 1972 w Montrealu) – polski dziennikarz, w latach 1962–1969 gospodarz teleturnieju „Wielka gra”.

## Życiorys
Urodził się w Dokszycach, w ówczesnym województwie wileńskim. Był synem Stanisława Serafinowicza (pochodzącego z rodziny szlacheckiej herbu Pobóg o korzeniach tatarskich) i Marii Warszawskiej (pochodzenia żydowskiego, krewna Adolfa Warskiego). Bratanek stryjeczny Jana Lechonia (Leszka Serafinowicza).
Popularny w latach 60. prezenter i autor licznych teleturniejów, w tym Wielkiej gry; pierwszy kierownik redakcji teleturniejów Telewizji Polskiej.
W związku z antysemicką nagonką z Marca 1968 wyemigrował w 1969 z Polski, początkowo do Włoch, następnie do Kanady, gdzie został zastępcą szefa Sekcji Polskiej Radia Kanada.
Zmarł na białaczkę w 1972 w Kanadzie. Jego prochy są złożone na warszawskich Powązkach (kwatera 237-4-27).

## Odznaczenia
- Odznaka 1000-lecia Państwa Polskiego (1967)[4]